# Cornet nasal
Pour les articles homonymes, voir Cornet.
 (octobre 2022).
Les cornets nasaux sont 3 paires de lames osseuses enroulées participant aux fosses nasales chez les vertébrés. Ils sont formés par deux os, le cornet nasal inférieur et l'os ethmoïde. Leur structure tridimensionnelle et la muqueuse spécialisée des cornets sont responsable de leurs fonctions : respiratoire (filtration, humidification et chauffage de l'air inhalé avant qu'il n'atteigne les poumons), immunologique (piège des agents pathogènes) et olfactive (flux d'air dirigé vers les récepteurs du nerf olfactif).

## Structure

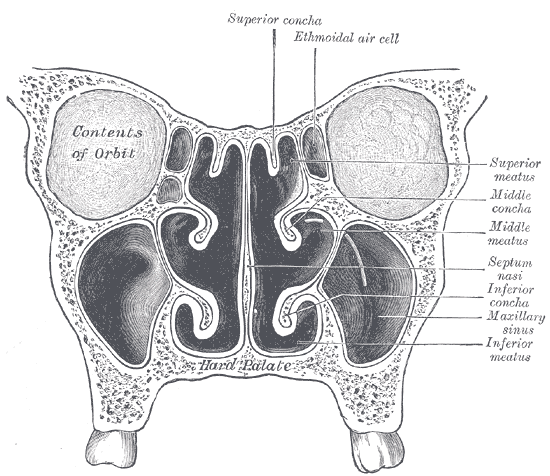
Coupe perpendiculaire des fosses nasales humaines montrant la cloison nasale et l'enroulement des cornets inférieur et moyen.

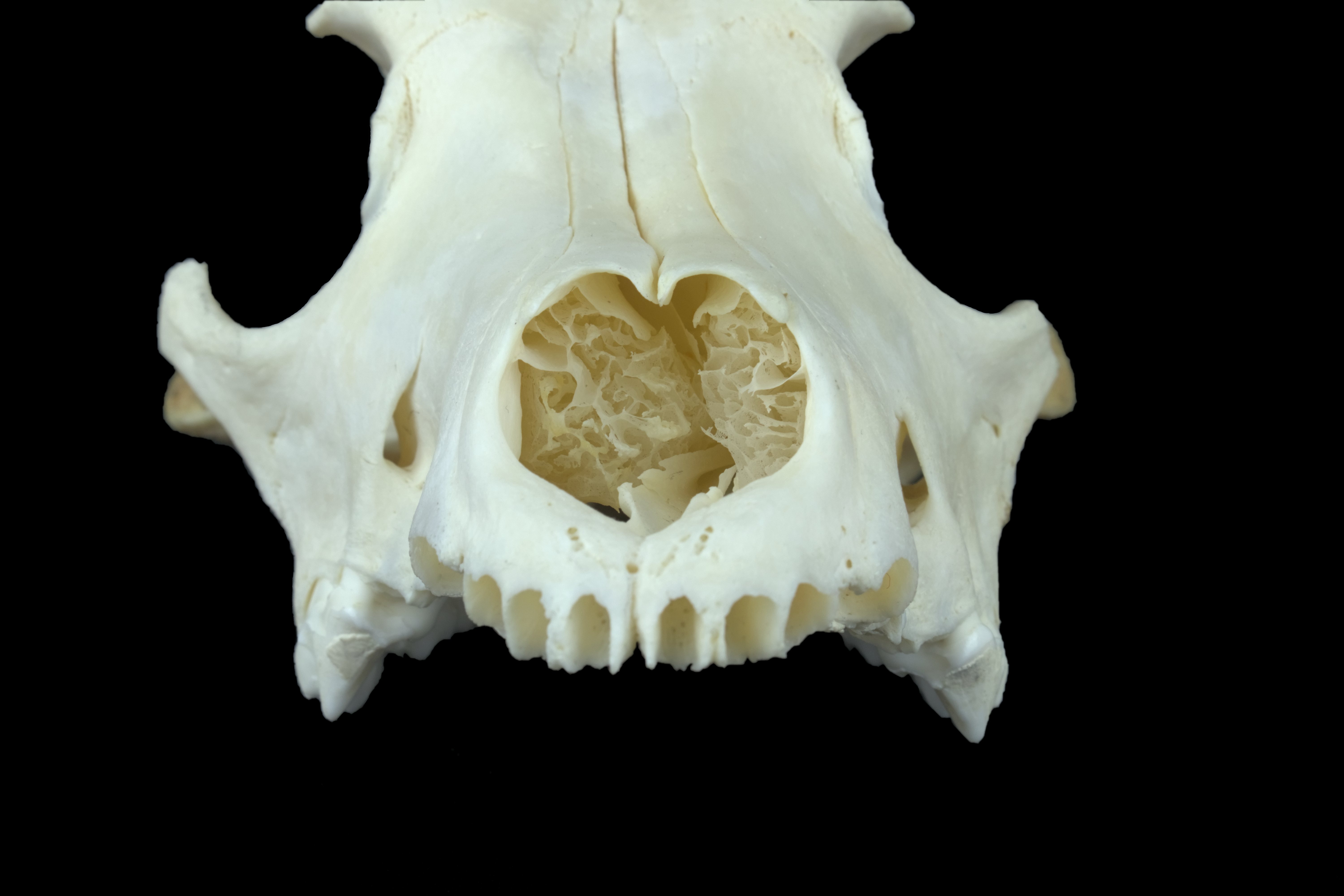
Cornets nasaux chez un chien.

Les cornets sont une superposition d'os longs, étroits et courbes (en forme de coquillage étiré), recouverts d'une épaisse couche de tissu, très vascularisée, érectile et glandulaire.
Ils sont placés latéralement dans les cavités nasales et s'enroulent de façon médiale et vers le bas à l'intérieur des voies respiratoires nasales.
Il y a trois cornets dans chaque cavité nasale : 
- le cornet inférieur : le plus grand, aussi long que l'index d'une main ;
- le cornet moyen : aussi long qu'un auriculaire ;
- le cornet supérieur : très petit.

Il existe de façon inconstante un quatrième cornet nasal expansion osseuse de l'os ethmoïde : le cornet nasal suprême (ou cornet de Santorini), situé au-dessus du cornet nasal supérieur.
Les deux cavités nasales sont séparées par la cloison nasale appelée septum.

## Fonctions
Sur les côtés se trouvent trois cornets qui offrent une résistance à l'écoulement de l'air et le dirigent vers l'épithélium olfactif en haut.
Les cornets jouent un rôle majeur dans le processus respiratoire. Une résection excessive de cornets (turbinectomie) chez l'homme peut conduire au syndrome du nez vide (SNV), également connu sous le nom de Empty Nose Syndrome (ENS). Dans le traitement de la déglutition infantile, cet acte chirurgical peut être évité via une modification du comportement lingual au cours des 1 500 à 2 000 déglutitions salivaires quotidiennes.
L'organe voméronasal, situé en arrière sur le septum, a un rôle dans la détection de phéromones, excepté chez l'homme où il est atrophié (état vestigial).
Les cellules caliciformes de l’épithélium cylindrique cilié et le mucus sur les parois éliminent de l'air circulant la poussière et les germes. Les cils repoussent le mucus vers le pharynx, où il sera dégluti.
Les cornets disposent d'un réseau d'approvisionnement sanguin et nerveux très riche qui leur donne des capacités d'érection considérables (très semblables au pénis), de turgescence et de décongestion, en réponse aux conditions climatiques et aux besoins sans cesse fluctuants du corps.
Par exemple, si une personne doit soudainement se mettre à courir pour éviter un danger, les cornets vont automatiquement se rétrécir, permettant ainsi une plus grande absorption d'air à chaque inspiration.
D'un autre côté, si quelqu'un essaie de se reposer dans un environnement froid et sec, les cornets vont gonfler pour fournir une surface muqueuse d'exposition à l'air plus importante, garantissant ainsi que tout l'air aspiré par le nez traverse ces tissus et soit suffisamment réchauffé (ajustement à la température corporelle), humidifié (en moyenne 70 à 80 % d'humidité) et filtré.
L'air exhalé étant plus chaud et plus saturé que la muqueuse, l'épithélium nasal récupère généralement environ un tiers de cette chaleur et de cette humidité lors de l'expiration en conditions tempérées.
De même, ils gonflent lorsque les cavités nasales sont exposées à un allergène qui provoque l'inflammation des muqueuses et une production abondante de mucus. Dans le traitement de la déglutition atypique, cette inflammation chronique des muqueuses nasales (respiration buccale) peut également trouver une issue via une élévation permanente de la posture linguale. Chez l'enfant, celle-ci favorise la croissance volumétrique du palais, des fosses nasales et des sinus maxillaires ; contribuant ainsi à l'amélioration de leur ventilation (respiration nasale).
Le filtrage est assuré par une couche mince appelée « épithélium alvéolaire » qui recouvre le tissu érectile des cornets, lui-même appelé « couche endothéliale » ou « lamina propria ».
Cette couche est faite de cellules à gobelet qui sécrètent le mucus destiné à recouvrir les cavités nasales et transportent le sérum lymphatique contenant des agents anti-bactériens et anti-viraux et jouant un rôle majeur dans la première ligne de défense respiratoire du corps.
Toutes les particules aéroportées de plus de 2 à 3 micromètres restent emprisonnées dans le mucus et sont neutralisées par le sérum lymphatique. L'ensemble du mucus produit ainsi que les déchets sont périodiquement propulsés vers l'arrière du nez jusqu'à ce qu'ils soient avalés par la gorge au niveau du nasopharynx.
Le mucus est entraîné vers la gorge par la couche supérieure de l'épithélium alvéolaire, garnie de cils.
Cette couche ciliaire est semblable à un tapis de millions de cils microscopiques qui piègent les irritants aériens et les propulsent vers le nasopharynx à la façon du mouvement d'une vague.
Si le mucus est suffisamment dilué et que le nez n'est pas trop sec, on ne sentira même pas que l'on est, de fait, en train d'avaler du mucus de manière permanente. Une personne en bonne santé avale en moyenne 0,65 litre de mucus par 24 heures.
Si les cils sont endommagés ou paralysés, comme lors d'une infection nasale, le mucus devient épais et jaunâtre (purulent) s'accumule dans les fosses nasales, voire dans les sinus. Dans les cas de sécheresse sévère, le mucus sèche dans le nez et forme des croûtes douloureuses.
Les cornets divisent les voies respiratoires nasales en 3 passages aériens semblables à des sillons, les méats inférieur, moyen et supérieur, forçant ainsi l'air à s'écouler selon un modèle constant et équilibré autour de la plus grande surface possible de cils et de tissu.
Grâce à eux, le flux d'air est turbulent. Ainsi, il rencontre une surface suffisante de tissu muqueux et il est nettoyé, réchauffé et humidifié. Cela permet d'éviter que la gorge et les poumons ne soient submergés d'air sale, froid et sec. Les cornets sont également riches de récepteurs nerveux sensibles au flux aérien (liés au circuit nerveux « trigéminé », le cinquième nerf crânien). L'absence de cornet peut d'ailleurs causer une sensation d'obstruction nasale connue sous le nom d'« obstruction paradoxale ».
Ces récepteurs nerveux détectent la pression et la température et aident ainsi, par un mécanisme encore inconnu, à l'activation des récepteurs d'odeurs situés dans les régions supérieures du nez.
Les cornets inférieurs, qui sont les plus grands, sont les principaux tissus humidifiants, réchauffants, filtrants et orienteurs du flux aérien.
La majeure partie du flux d'air inhalé voyage dans le méat moyen, entre les cornets inférieurs et les cornets moyens.
Les cornets moyens sont plus petits et se projettent vers le bas à partir des sinus ethmoïdes. Ils abritent l'orifice du sinus maxillaire et du sinus ethmoïdal et agissent comme des tampons d'air pour que les sinus ne soient pas en contact direct avec le flux d'air pressurisé nasal.
La partie supérieure de la fosse nasale est parcourue par les fibres nerveuses issues du bulbe olfactif.

## Pathologies
La concha bullosa est une pneumatisation du cornet moyen.